# Thiomargarita magnifica
Thiomargarita magnifica es una especie de bacteria quimiótrofa oxidante de azufre que se halló creciendo bajo el agua en las hojas desprendidas de los manglares rojos del archipiélago de Guadalupe en las Antillas Menores. Esta bacteria en forma de filamento es la más grande jamás descubierta, con una longitud promedio de entre 10 mm y 20 mm haciéndola visible al ojo humano y superando de esta manera a la otra bacteria gigante Thiomargarita namibiensis. 
La bacteria se describió en una preimpresión publicada en febrero de 2022. El organismo fue descubierto originalmente a principios de la década de 2010 por Olivier Gros de la Universidad de las Antillas Francesas en Pointe-à-Pitre., pero inicialmente no atrajo mucha atención. Gros en ese momento pensaba que su hallazgo era un hongo; Gros y otros investigadores tardaron 5 años en descubrir que en realidad se trataba de una bacteria, y unos pocos años más hasta que Jean-Marie Volland, una estudiante de posgrado que trabajaba para Gros, descubrió sus propiedades inusuales.
Thiomargarita significa "perla de azufre". Esto se refiere a la apariencia de las células; contienen gránulos de azufre microscópicos que dispersan la luz incidente, dando a la célula un brillo nacarado. Magnífica se agregó al nombre por su gran tamaño y la palabra fue elegida por la investigadora mexicana Silvina González Rizzo, quien la identificó como una bacteria.

## Descripción
El descubrimiento de Thiomargarita magnifica es importante ya que difumina el límite entre los procariotas, organismos unicelulares primitivos que no tienen un núcleo celular (su ADN flota libremente), y los eucariotas donde el ADN está rodeado por una envoltura nuclear. Dado que Thiomargarita magnifica es una bacteria, pertenece a los procariotas, pero su célula incluye un tipo de orgánulo en sacos de membrana que encapsulan el ADN de la célula. Su genoma también es de los más grande entre los procariotas con más de 11788 genes en comparación con los otros procariotas que contienen hasta 3935 genes. Las células filamentosas de Thiomargarita magnifica tienen 9,72 ± 4,25 mm en gemación y alcanzan una longitud 20,000 μm.
El metabolismo en estas bacterias sólo puede ocurrir a través de la difusión de moléculas tanto de nutrientes como de desechos a través del interior de las células bacterianas, y esto establece un límite superior en el tamaño de estos organismos. La gran bacteria de azufre Thiomargarita namibiensis, descubierta en 1999, supera este límite al incluir un gran saco lleno de agua y nitratos. Este saco empuja el contenido celular hacia la pared celular, para que la difusión pueda funcionar; la vida sólo sucede "a lo largo del borde" de la célula. La célula de Thiomargarita magnifica incluye una vacuola similar que ocupa la mayor parte de la célula (65-80 % por volumen) y empuja el citoplasma a la periferia de la célula (el grosor del citoplasma varía de 1,8 a 4,8 micras). Estas bacterias generalmente se consideran quimiótrofas que utilizan especies inorgánicas reducidas de azufre como donantes metabólicos de electrones para producir energía para la fijación de carbono en biomasa. La fijación de carbono se produce a través del Ciclo de Calvin Benson Bassham y posiblemente el ciclo inverso de Krebs.
El exterior de la célula carece de bacterias microscópicas epibióticas, su "ausencia sorprendente" puede explicarse porque Thiomargarita magnifica posiblemente produce compuestos químicos biológicamente activos o incluso antibióticos.